# Ottenthal
Ottenthal è un comune austriaco di 574 abitanti nel distretto di Mistelbach, in Bassa Austria.